# Afromevesia stenopyga
Afromevesia stenopyga là một loài tò vò trong họ Ichneumonidae.